# 플레어 건

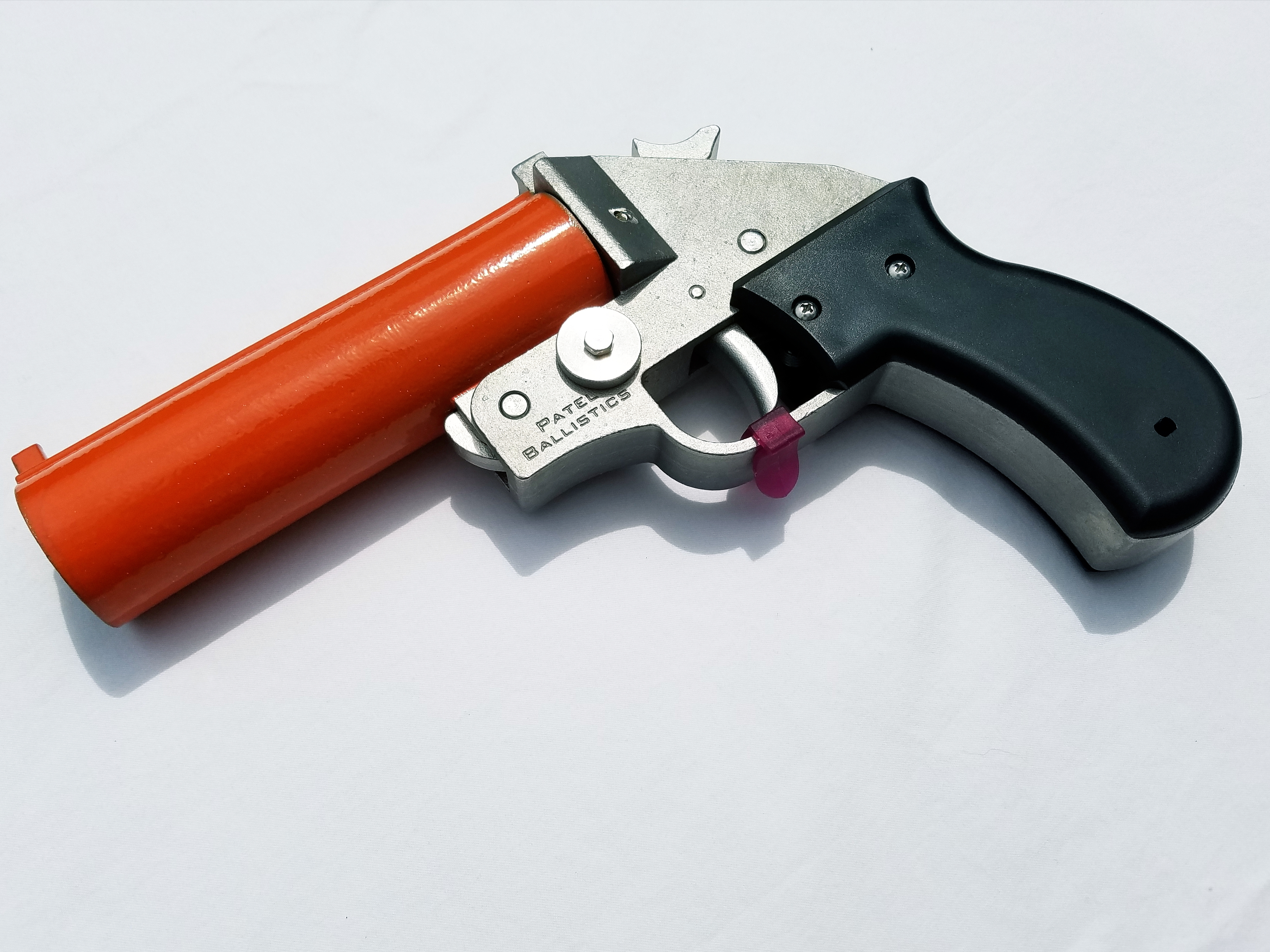
파텔 발리스틱스(Patel Ballistics)에서 제작한 단발 26.5/25mm 플레어 건이다. 오리온 플레어 건과는 다른 구경을 가지고 있다.

플레어 건(flare gun), 조명탄 총은 조명탄, 공포탄 및 연막탄을 방출하는 대구경 권총이다. 플레어 건은 일반적으로 조난 신호를 생성하는 데 사용된다.

## 유형
가장 일반적인 유형의 플레어 건은 베리(Very)로, 조명탄을 발사하는 단발 장전 단발 권총을 개발하고 대중화한 미국 해군 장교 에드워드 윌슨 베리(Edward Wilson Very, 1847~1910)의 이름을 따서 명명되었다. 단일 동작 트리거 메커니즘, 해머 동작 및 중앙 발사 핀이 있다. 현대의 변종은 흔히 밝은 색상의 내구성이 뛰어난 플라스틱으로 만들어져 비상 시 눈에 더 잘 띄고 쉽게 회수할 수 있으며 기존 총기와 구별하는 데 도움이 된다.

## 무기로 활용
플레어 건은 가연성 물질을 파괴하거나 대인 목적으로 사용될 수 있다.